# 新英格蘭鎮

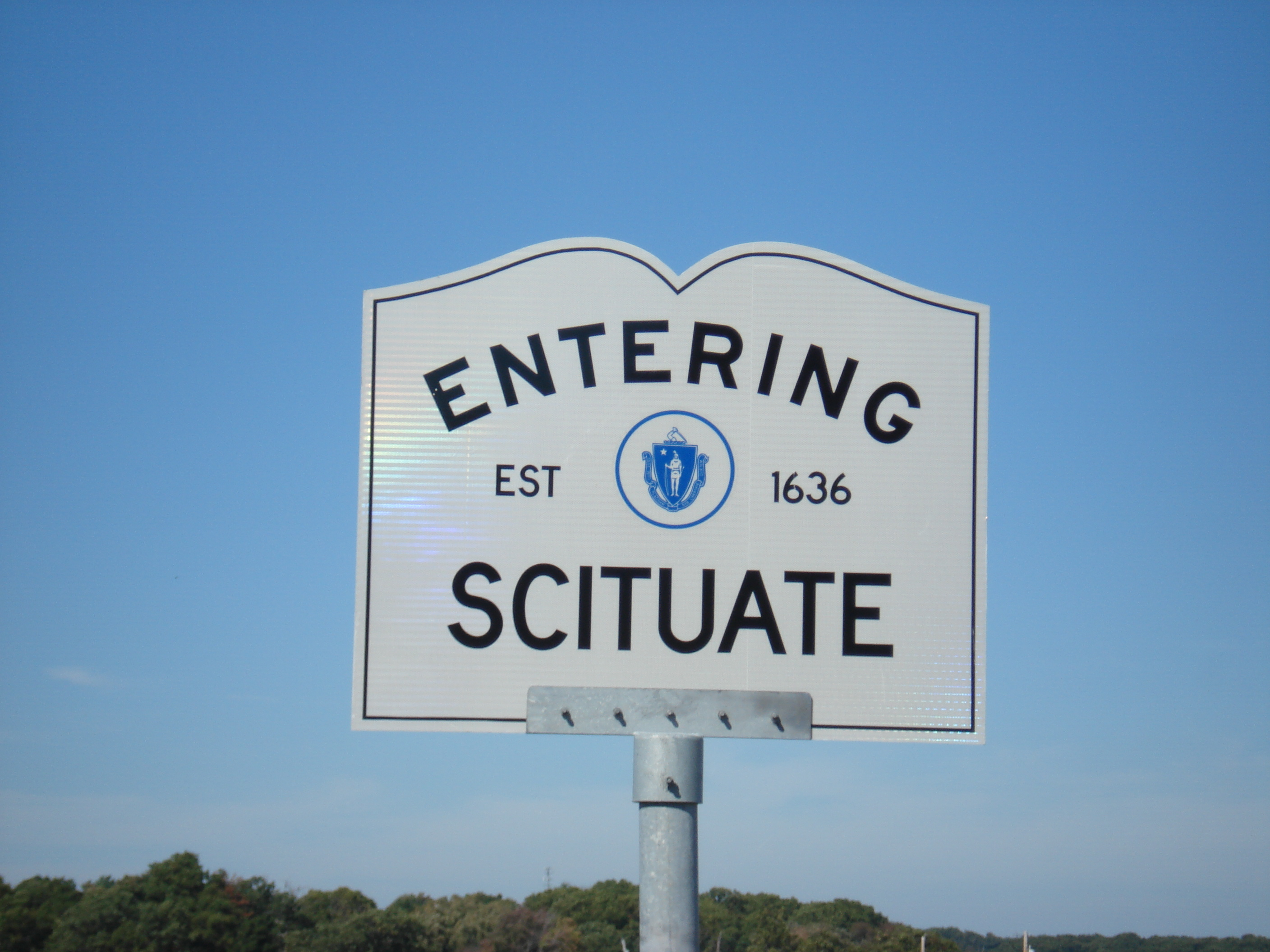
麻薩諸塞州鎮的路線標誌，上面有鎮名，成立日期以及州徽

新英格蘭鎮（英語：New England town）是美國新英格蘭當地政府組成的基本單元。在美國其他的州中並沒有相對應的單元，概念上大概與“市民鎮區”（civil township）相同，但卻是“團體組織”（Incorporation），和其他州的城市擁有相同的權力。通常新英格蘭鎮是由鎮民大會管理的。事實上新英格蘭所有的全體自治市都是鎮一般大小的規模，美國其他地方使用的法定形式在這裡反而並不常見。新英格蘭州的縣政府是相當沒有權利的，有些時候甚至根本就不存在。比如康涅狄格州和羅德島州只是擁有名義上的地理區劃“縣”，而根本沒有對應的政府，而麻薩諸塞州原來的14個縣中有8個已經被廢除了。

## 特徵
- 州境內全部的土地都屬於鎮或者全體自治地區。除去新英格蘭北部三州（主要是緬因州）的一些荒無人煙的地方，非自治領地的概念，就算是在鄉村地區也不為人知。
- 鎮是地方自治團體，其權力由全體同意的憲章管理。儘管它只是一個技術上的產物，但關於其權力的法律已經被廣泛解釋了。因此實際上鎮擁有幾乎絕對的自治權，其他州的城市所擁有的權力它們也幾乎全都擁有。
- 傳統上，一個鎮的立法機關是公開鎮民會議，這是直接民主的一種形式。只有兩個小的瑞士州民大會和新英格蘭鎮享有相似的權利。[4]
- 一個鎮總是有一個與鎮同名的鎮中心，其他建筑多的地方也大多是在鎮里，同時也可能有一个與之不相關的外部城市或者鄉村地區。鎮與鎮之間沒有未組成社區的土 地，走出一個鎮就意味著進入另外一個鎮或者自治地區。大部份新英格蘭地區，鎮的規模與形狀是不確定的（典型反例是緬因州，緬因州的很多鎮區都是規劃清晰的）。鎮中心通常會有一個公用地，今天大多都作為小公園來使用。
- 因為幾乎所有的居民都住在自治地區的範圍內，所以他們接受的服務都相當於是市級規模的，縣政府則幾乎沒有什麽權利。新英格蘭鎮的待遇和其他州的縣是幾乎相同的。在康涅狄格州、羅德島州和馬薩諸塞州的部份地區，縣政府已經完全廢除了。一些別的縣則只提供法庭和一些有限的行政服務 。
- 這裡的居民通常以看待市的眼光來看看待他們的鎮，認為他們是一個單一融合的共同體，雖然有時會有一些例外，但是總體來說仍舊如此。
- 超過90%的新英格蘭自治團體都是鎮，其他的一些自治團體——最明顯的是一些城市——也是作為鎮被接受的。很多新英格蘭鎮都已經達到不能用鎮民會議來作為有效的立法團體了，這時他們便會選出一個市長和理事會。

## 歷史
新英格蘭鎮的歷史可以追溯到新英格蘭早期歐洲殖民時代，鎮先於縣在此發展。整個17、18、19世紀，大部份地區都是作為鎮被建造起來的。鎮的邊界也沒有作任何性質的約束，而是任由其自由發展。殖民時代早期鎮都是不正規的，有時也與當地教會勢力有關係。1700年，殖民地政府開始專注於建立新的官方的鎮。如同現在一樣，鎮一般都是由作為政府的鎮民大會來管理的。起初鎮是新英格蘭地區唯一的組成法人團體的自治地區。很久以後城市形態的政府才出現。波士頓通常被人当作新英格蘭地區的非官方首府，在它存在的前兩個世紀里也是一個鎮。
18世紀末期，整個康涅狄格州和羅德島州的土地都被劃作了鎮，馬薩諸塞州在19世紀早期也幾乎全都是這樣了。1850年，唯一還有不具法人團體地位地區的新英格蘭州就只剩下緬因州了。十九世紀末，大部份緬因州地區也都成爲了鎮。
早期佛蒙特州和新罕布什爾州鎮的發展方式與其他新英格蘭州有所不同。在這些地方，鎮在居民移居到此之前就被“特許”成立了。18世紀中後期這是相當常見的。一旦這裡的居民達到足夠的數量可以形成正式的鎮政府，就沒有必要特意組成法人團體了。這使建鎮日期究竟算“特許”成立的那一天還是有了鎮政府的那一天產生了矛盾。
一個典型的北部三州的鎮大約是6X6平方英里（9.7X9.7平方公里）。每一個鎮包含36個分區，大約1平方英里（1.6平方公里）。一些區域保留做公立學校，這一方法在大陸會議時被採用規劃俄亥俄州。
很多早期的鎮都包括很大面積的土地，一個鎮成立後也有可能有新的鎮從中分裂而出。18世紀和19世紀早期這種現象是常見的。人口更為擁擠的地方可能還會多次分裂。所以在土地面積上，有時候這些鎮或者城市甚至還不如一個正常的鄉村地區的鎮大。這種鎮的形成方式在19世紀末開始變少，而現在已經看不到了。

## 新英格蘭地區的其他自治地區
儘管鎮是主要的單位，但同時也有其他的一些自治地區。每一個新英格蘭地區都有市，同時緬因州獨特的自治實體種植園。在鎮之下，康涅狄格州還有組成法人團體的區，佛蒙特州則有組成法人團體的村。

### 市
除去鎮之外，新英格蘭各州也有組成法人團體的市，這不同於新英格蘭鎮，但是近些年來其區分變得越來越弱了。一些城市就是從前的鎮，只是因為人口過多鎮民大會無法發揮效力才不得不改為市。市一般是由市長或者市執行長（city manager）和市議會或其他類似規劃來管理的。市與鎮在這些州中的地位是相同的，在通用語里二者都稱“鎮”，毫無區別。
康涅狄格州的區和佛蒙特州的村影響了這些州市的發展。尤其是康涅狄格州，其市的歷史進程不同於其他各州，在今天其市與鎮的關係與其他各州也不一樣。
雖然在人口高度密集的地區城市更加常見，但是市的數量是無法和鎮相比的。整個新英格蘭地區只有5%的自治團體是市。在南部三州市則更為常見，其人口密集度也遠高於北方三州。
新英格蘭地區最古老的市可以追溯到18世紀最後的幾十年中，例如紐黑文建市於1784年。不過市的頻繁出現是在19世紀，新罕布什爾州在1840年代之前沒有任何市。1860年代之前佛蒙特只有一個城市。甚至作為曾經人口最多的州，馬薩諸塞在1822年之前也沒有任何市。
人口並不是判斷市和鎮的決定性因素，因為有一些鎮甚至比它周圍的市還要大。馬賽諸塞、康涅狄格和羅德島每個市至少有10,000人，並且很少有低於20,000人的。在緬因、罕布什爾和佛蒙特，很多城市人口少於10,000，甚至有一些少於5,000人。
市鎮之間的概念也變得越來越模糊了，20世紀早期，鎮被允許以鎮民大會的形式代表政府。最近幾十年，雖然依舊堅持叫“鎮”，但一些地方已經開始接受市的政府模式了。隨著這些改變，一些鎮在20世紀早期開始做官方行動了。

### 種植園
緬因州還有獨特的自治組織種植園。一個種植園一般是沒有足夠的人口提供類似于鎮那樣的管理與服務的。而雖然沒有明確劃分，但是種植園人口一般要多於300人。種植園被認為是“有組織的”但不是“自治的”。
殖民時期，馬塞諸塞州也用“種植園”（plantation）這一稱呼，用來指鎮的前期階段。緬因州的這一稱呼可能也是從此而來，因為直到1820年，緬因州還仍是馬塞諸塞州的一部份。

### 區和村
康涅狄格州還有組成法人團體的區，佛蒙特州則有組成法人團體的村。它們處於鎮之下，但是也擁有一定程度的自治權利。他們並沒有鎮那麼重要，而且在衰退，有一些區和村已經消失不見了。
現在佛蒙特的很多市是由從前的村演變而來的，而不是鎮。這造成了一些市鎮重名現象，因為該市可能是由原來的“鎮中心”演變而來。

## 非自治區域
北方的三個新英格蘭州都有非自治區域，它們不屬於任何鎮或者市等，緬因州的現象比其他二州更加明顯 。它們是新英格蘭系統的例外，居住在這些地區的居民遠少於市鎮。
新罕布什爾的非自治區域多數位於庫斯縣，而在佛蒙特州則是埃塞克斯縣。緬因州16個縣中有8個包含大量非自治區域，其他四個也有少量分佈。
這樣的地區大多數都根本沒有當地政府，因此也沒有常住居民。另外一些地區則只有基礎組織。

### Gores和類似實體
隨著17世紀到19世紀鎮的定性，一些地區被遺棄了而不屬於任何鎮。這些地區有很多名字，包括：gores、grants、locations、purchases、surpluses和strips。一些時候其原因是調查錯誤（即gore）。一些人口較多的地區依附著附近的鎮發展起來，或者乾脆自己成為一個鎮。馬薩諸塞、康涅狄格和羅德島已經不存在這樣的地區了。
- 新罕布什爾州：庫斯縣有17個grant, purchas和location，它們佔據了大量的面積，但是根據美國2000年人口普查，這裡只有61位居民。 （其中44位都居住在溫特沃斯點（Wentworth's Location)。僅剩的像gore一樣的實體在庫斯縣就只有赫爾點（Hale's Location）,在卡洛爾縣，有大約2.5平方英里（6.5平方公里）的土地在1900年人口普查時顯示只有三位居民。
- 佛蒙特州：埃塞克斯县有三個gore和grant，總共包括25平方英里（65平方公里）。2000年人口普查顯示只有10位居民。埃塞克斯縣之外僅剩的像gore一樣的實體只有奇滕登县的Buel's Gore，面積大約5平方公里（13平方公里），2000年有12位居民。富蘭克林縣在20世紀中後期也有gore，不過後來劃歸到附近的兩個鎮裡了。
- 緬因州：這一州也有大量的類似實體。

### 無組織鎮區
北部的三個新英格蘭州有一種類似與鎮的無組織實體，叫做“無組織鎮區”（unorganized townships）、“無組織鎮”（unorganized town）或者只稱“鎮區”（townships）。18世紀和19世紀間它們被作為“未來的鎮”而標在了地圖上，但是從沒能有足夠的居民能保證它有能力成為一個鎮。
- 新罕布什爾州：庫斯縣有6個無組織鎮區，2000年人口總共114，大多住在迪克斯維爾和磨坊地。
- 佛蒙特州：只有埃塞克斯縣包含三個無組織鎮區，2000年人口普查顯示為41人。
- 緬因州：緬因州內包含數百個無組織鎮區。

### 法人團體解散的鎮
北部的三個新英格蘭州都有至少一個曾經是鎮的無組織鎮區。一般來說這種情況是由人口減少造成的。
- 新罕布什爾州：格拉夫頓縣山區的利弗莫爾在1951年解散了法人組織。1950年最後的人口普查顯示這裡已經沒有居民了，之後也從沒有超過3個。其大多數土地現已劃歸白山國家森林。
- 佛蒙特州：坐落於綠山山脈的格拉斯登伯里和薩默塞特1937年解散了法人團體。1940年人口普查時格拉斯登伯里有5位居民，後者只有4位。後來也只有一次全部達到兩位數。
- 緬因州：大部份大規模的自治地區瓦解是在1935年到1945年間，最近瓦解的則有森特維爾（2004）、馬德里（2000）以及格林菲爾德（1993）。1990年，普蘭蒂斯和E種植園連個種植園放棄了組織。

緬因州未組織地區的居民遠多於其他各州。佛蒙特只有不到100人，而新罕布什爾則不多於250人。緬因一州卻有大約10,000人。結果緬因州未組織地區的基礎建設就比其他州要好。這也能解釋爲什麽緬因州鎮的解散率高於其他各州。有很多緬因州地區雖然好友數百人口，已然解散了法人團體。在佛蒙特和新罕布什爾，除非鎮人口低至個位數，一般解散法人團體的要求是不會被人們提起的。

### 沿海水域
通常，新英格蘭各州的沿海水域都是有州或者聯邦機構直接管理的，不屬於任何鎮，當然也有少數例外。沿海水域包括人工建築，例如康涅狄格州和紐約州邊境上長島海灣的一座人工無人島，其上是 斯特拉夫淺灘燈，受美國海岸警衛隊直轄。一般來講，靠近海岸的居民是受附近的鎮管轄的。

## 新英格蘭鎮列表
表中也列出了歷史上的人口普查數據。

## 各州數據
注：全部數據都來自于2010年美國人口普查。

### 馬薩諸塞州
馬薩諸塞州有351個自治團體，包括市與鎮。除此之外沒有別的區劃。
351個自治團體中的市鎮具體數量尚不明確，大約有39-53個為城市，這是因為自從1970年代以來很多自治團體向州立法機構遞交請願書後接受的自治憲章是市級的而不是傳統的鎮級。這樣做的地區大約有14個，他們仍然在市鎮工作時稱自己為鎮，但是州務卿辦公室卻把他們當做合法的市。在聯邦進行人口普查時也發生了類似的問題。儘管別的新英格蘭州也有這樣做的鎮，不過發生了如此問題的只有新罕布什爾州。
其他信息詳見馬薩諸塞州政府組成。
- 人口最多的馬薩諸塞州自治團體是波士頓市，617,594人。[10]
- 最小的市是帕爾默，12,140人。
- 最大的鎮是弗雷明漢，68,318人。
- 整體來說最小的是戈斯諾德鎮，75人。
- 陸地面積最大的自治團體是普利茅斯，（96平方英里（250平方公里））。
- 陸地面積最小的是鎮Nahant，（1.24平方英里（3.2平方公里））。

### 羅德島州
羅德島州包括39個組成法人團體的市鎮。8市31鎮覆蓋全部羅德島州土地，沒有別的區劃。
- 人口最多的羅德島州自治團體是普罗维登斯，178,042人。
- 最大的鎮是考文垂，35,014人。
- 最小的市是森特勒爾福爾斯，19,376人。
- 整體來說最小的是新肖姆勒鎮，1,051人。
- 陸地面積最大的自治團體是考文垂，（59平方英里（150平方公里））。
- 陸地面積最小的是森特勒爾福爾斯，（1.21平方英里（3.1平方公里））。

### 康涅狄格州
康涅狄格州包括169個組成法人團體的鎮，19市150鎮蓋全部康涅狄格州土地，沒有別的區劃。
康涅狄格州鎮下轄有區，現有9區，大部份都很小。格罗顿市下轄一區，另外一個市溫斯特德書面上依然存在不過實際已與溫徹斯特合併了很多年了，已不再被美國人口調查局視為一個自治區域。
- 人口最多的康涅狄格州自治團體是布里奇波特，144,229人。
- 最大的鎮是西哈特福，63,268人。
- 最小的市是德比，12,902人。劃歸鎮轄的格羅頓市更小，10,389人。書面上存在的溫斯特德市人口只有7,712人 。
- 最小的鎮是Union,，854人。
- 陸地面積最大的自治團體是新米爾福德（61.6平方英里（160平方公里））。
- 最小的鎮級自治團體是德比，（4.92平方英里（12.9平方公里））。

### 新罕布什爾州

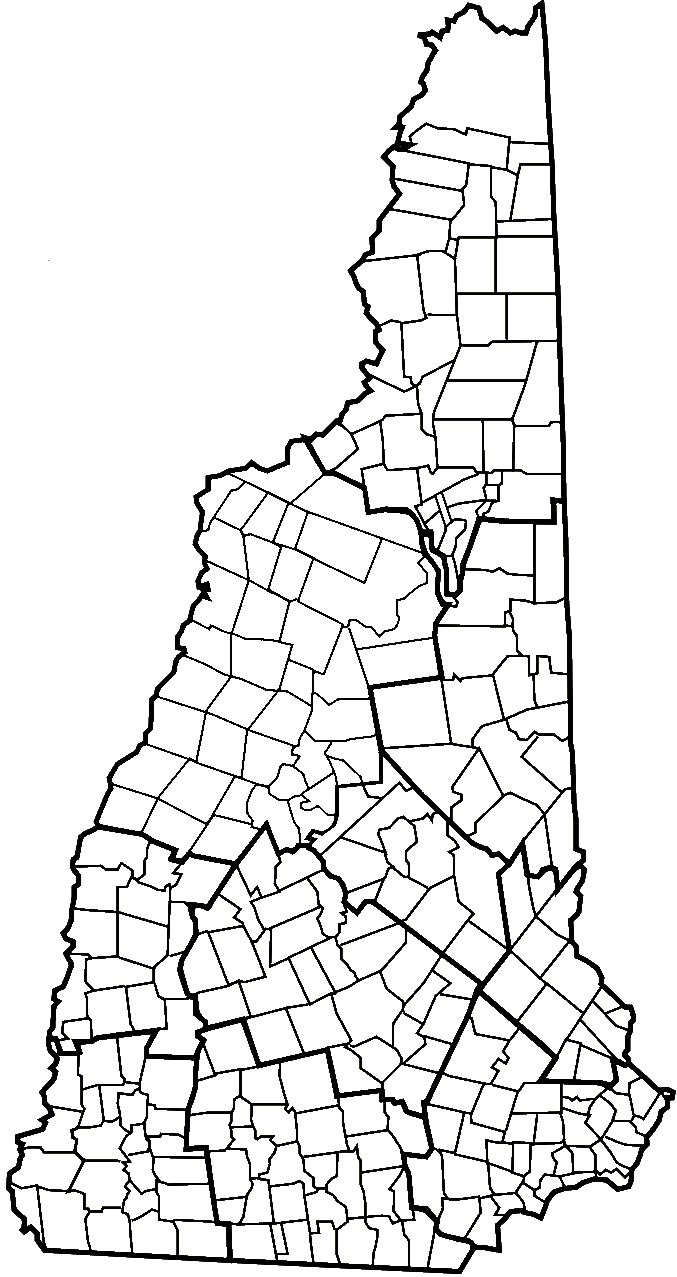
新罕布什爾州地圖

新罕布什爾州包括234個組成了法人團體的市鎮，13市221縣鎮蓋全部新罕布什爾州土地，同等級中沒有別的區劃。該州還有7個有完全組織的縣。在該州北部大約有250個為組成法人團體的地區，多在库斯县。
- 人口最多的新罕布什爾州自治團體是曼徹斯特，109,565人。
- 最大的鎮是德里，33,109人。
- 最小的市是富蘭克林，8,477人。
- 整體來說最小的是Hart's Location鎮，41人。
- 陸地面積最大的自治團體是匹茲堡，（282平方英里（730平方公里））。
- 陸地面積最小的是新堡最小的鎮，（0.83平方英里（2.3平方公里））。

### 佛蒙特州
佛蒙特州有246個組成了法人團體的市鎮，9市237鎮幾乎覆蓋全州土地，大部份為組成法人團體的地區都在北部的埃塞克斯县。本宁顿县、溫德姆縣和奇滕登县也有少量這樣的地區，這些地區的居民少於100人。
佛蒙特州鎮下轄40村，大部份都很小。
- 人口最多的佛蒙特州自治團體是伯靈頓，42,417人。
- 最大的鎮是埃塞克斯 ，19,587人。
- 最小的市是弗金斯，2,588人。
- 最小的鎮是維克托，62人。
- 陸地面積最大的自治團體是齊坦丹鎮，（73平方英里（190平方公里））。
- 陸地面積最小的是威努斯基，（1.43平方英里（3.7平方公里））。

### 緬因州

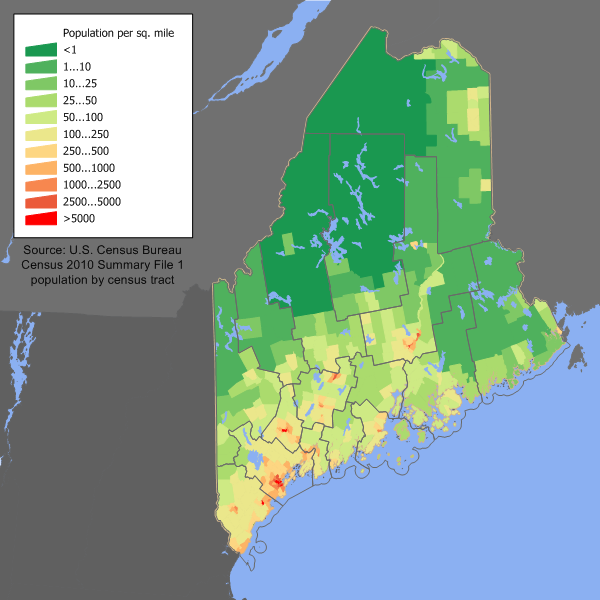
緬因州人口密度圖

緬因州有488個自治團體，22市432鎮以及34個種植園覆蓋了全州大部份土地。緬因州16縣僅有4縣有完全的組織，但是也同時包括一些未組成法人團體的區域。只有1.3%的人口生活在這些未組成法人團體的區域。
- 人口最多的佛蒙特州自治團體是波特蘭，66,194人。
- 最大的鎮是桑福德，20,978人。
- 最小的市是東港，1,331人。
- 最小的鎮是弗賴依島 ，5人。
- 陸地面積最大的自治團體是Allagash，（128平方英里（330平方公里））。
- 陸地面積最小的是Monhegan種植園，（0.86平方英里（2.2平方公里））。